# Марджори Доу
Марджори Дау (англ. Marjorie Daw; 19 января 1902 — 18 марта 1979) — американская актриса немого кино.

## Биография
Маргарет Хаус родилась в Колорадо-Спрингс, Колорадо. Дау начала выступать на сцене ещё подростком, чтобы поддержать младшего брата и себя после смерти их родителей. Дау дебютировала в кино в 1914 году и стабильно работала в течение 1920-х годов. Прекратила сниматься после появления звукового кино.
Дау была дважды замужем; её первый брак был с режиссёром Эдди Сазерлендом в начале 1923 года; детей в браке не было. После развода с Сазерландом в 1925 году она вышла замуж за Майрона Селзника в 1929 году, брак распался в 1942 году.
Дау умерла 18 марта 1979 года в Хантингтон-Бич, Калифорния, в возрасте 77 лет.

## Избранная фильмография
| Год  |   | Русское название          | Оригинальное название      | Роль               |
| ---- | - | ------------------------- | -------------------------- | ------------------ |
| 1916 | ф | Женщина Жанна             | Joan the Woman             | Кэтрин             |
| 1917 | ф | Ребекка с фермы Саннибрук | Rebecca of Sunnybrook Farm | Эмма Джейн Перкинс |
| 1917 | ф | Современный мушкетёр      | A Modern Musketeer         | Элси Додж          |